# محمد النعماني
محمد ضيف الله النعماني لاعب كرة قدم سعودي.
لعب سابقاً في أندية الغزوة و الأسياح و العين و القيصومة و الوطني .